# وولمار ویکستروم
وولمار ویکستروم (فنلاندی: Volmar Wikström; ۲۷ دسامبر ۱۸۸۹ – ۱۰ ژوئن ۱۹۵۷) کشتی‌گیر اهل فنلاند بود.